# Kirkoswald Castle
Kirkoswald Castle är ett slott i Storbritannien.   Det ligger i grevskapet Cumbria och riksdelen England, i den centrala delen av landet, 400 km norr om huvudstaden London. Kirkoswald Castle ligger 103 meter över havet.
Terrängen runt Kirkoswald Castle är platt åt sydväst, men åt nordost är den kuperad. Runt Kirkoswald Castle är det ganska glesbefolkat, med 24 invånare per kvadratkilometer. Närmaste större samhälle är Penrith, 11,6 km söder om Kirkoswald Castle. Trakten runt Kirkoswald Castle består i huvudsak av gräsmarker.